# Hanover Park, Illinois
Hanover Park là một làng thuộc quận Cook, tiểu bang Illinois, Hoa Kỳ. Năm 2010, dân số của làng này là 37973 người.

## Dân số
Dân số qua các năm:
- Năm 2000: 38278 người.
- Năm 2010: 37973 người.